# Донтре
Донтре́ (фр. Dontreix, окс. Dontrés) — коммуна во Франции, находится в регионе Лимузен. Департамент коммуны — Крёз. Входит в состав кантона Озанс. Округ коммуны — Обюссон.
Код INSEE коммуны — 23073.

## Население
Население коммуны на 2010 год составляло 396 человек.
| 1962 | 1968 | 1975 | 1982 | 1990 | 1999 | 2010 |
| ---- | ---- | ---- | ---- | ---- | ---- | ---- |
| 805  | 730  | 608  | 568  | 455  | 419  | 396  |

## Экономика
В 2010 году среди 217 человек трудоспособного возраста (15—64 лет) 158 были экономически активными, 59 — неактивными (показатель активности — 72,8 %, в 1999 году было 66,4 %). Из 158 активных жителей работали 147 человек (84 мужчины и 63 женщины), безработных было 11 (3 мужчин и 8 женщин). Среди 59 неактивных 10 человек были учениками или студентами, 29 — пенсионерами, 20 были неактивными по другим причинам.